# De superster
De superster is het 156ste stripverhaal van Jommeke. De reeks wordt getekend door striptekenaar Jef Nys.

## Verhaal
Als filmster Sofia Loretta op bezoek is in België wil Flip ook filmster worden en gaat hij haar opzoeken. Ze geeft hem het adres van haar manager en Flip vertrekt met het vliegtuig naar New York (Verenigde Staten). Dat vliegtuig moet echter een noodlanding maken nabij de Bahama's en daar komt Flip op een filmset terecht. Daar zijn ze net op zoek naar een levende sprekende papegaai en zo begint Flips carrière.
Enkele maanden later is Flips film een kassucces en gaan Jommeke en Filiberke Flip opzoeken in Hollywood (Verenigde Staten) met de vliegende bol. Daar woont Flip in een grote villa met zwembad. Na een kort bezoek zet Flip hen echter terug buiten. De volgende dag komen ze terug. Flip denkt dat Jommeke hem zal blijven storen terwijl hij het druk heeft met de filmopnames en laat enkel hem binnen om hem op te sluiten. Tegen Filiberke zegt hij dat Jommeke bij hem blijft wonen. Jommeke wordt naar een andere villa gevoerd en daar opgesloten op de zolder.
Weken later heeft niemand echter nog van Jommeke gehoord. Filiberke denkt dat Flip hem vasthoudt en vertrekt samen met de Miekes naar Amerika. Daar roept hij Madam Pepermunt te hulp. Dan gaat Filiberke op verkenning in Flips villa maar hij wordt door de butler gepakt en bij Jommeke opgesloten. Dan nemen Madam Pepermunt en de Miekes de butler gevangen en die verklapt waar Jommeke gevangen zit. Daar rijden ze naartoe en ze bevrijden Jommeke en Filiberke door de bewakers af te leiden. Terug bij Madam Pepermunt worden ze opgebeld door een razende Flip die hen nooit meer wil zien.
Enkele maanden later flopt Flips tweede film. Flip raakt zijn contract met de filmstudio en geld kwijt en moet het huis op naam van zijn secretaresse zetten om het te redden. Die laatste schopt hem er echter uit en Flip reist terug naar Europa. Daar wil hij gaan rondzwerven tot zijn dood. Toevallig verzeilt hij echter in Zonnedorp waar de Miekes hem opmerken. Flip is beschaamd over zijn gedrag maar Jommeke veegt de spons erover en houdt een groot feest voor de terugkeer van Flip.

## Achtergronden bij het verhaal
- De fictieve filmster Sofia Loretta is een woordspeling op Sophia Loren.